# Lubuksia
Lubuksia is een geslacht van rechtvleugeligen uit de familie sabelsprinkhanen (Tettigoniidae). De wetenschappelijke naam van dit geslacht is voor het eerst geldig gepubliceerd in 1998 door Ingrisch.

## Soorten
Het geslacht Lubuksia  is monotypisch en omvat slechts de volgende soort:
- Lubuksia incerta (Ingrisch, 1998)